# آدولفو بارتولی
 آدولفو بارتولی (ایتالیایی: Adolfo Bartoli؛ زاده ۱۹ مارس ۱۸۵۱ درگذشته ۱۸ ژوئیهٔ ۱۸۹۶) یک فیزیک‌دان اهل ایتالیا بود.